# مجموعة المراقبة التابعة للجماعة الاقتصادية لدول غرب إفريقيا

خريطة أعضاء مجموعة المراقبة اعتبارًا من 2005.

مجموعة المراقبة التابعة للجماعة الاقتصادية لدول غرب إفريقيا (بالإنجليزية: Economic Community of West African States Monitoring Group أو ECOMOG)هي قوة مسلحة متعددة الأطراف في غرب إفريقيا أنشأتها المجموعة المجموعة الاقتصادية لدول غرب إفريقيا. كانت مجموعة المراقبة ترتيبًا رسميًا للجيوش المنفصلة للعمل معًا. وقد تم دعمها إلى حد كبير من قبل أفراد وموارد القوات المسلحة النيجيرية، مع وحدات كتيبة فرعية ساهم بها أعضاء آخرون في الجماعة الاقتصادية لدول غرب أفريقيا - غانا، غينيا، سيراليون، غامبيا، ليبيريا، مالي، بوركينا فاسو، النيجر، وغيرها.

## التاريخ
وافقت نيجيريا وغيرها من أعضاء الجماعة الاقتصادية لدول غرب أفريقيا على بروتوكول بشأن المساعدة الدفاعية المتبادلة، في فريتاون، سيراليون، في 29 مايو 1981. من بين الأجهزة الأخرى مثل لجنة الدفاع، نصت على إنشاء قوات التحالف المسلحة للجماعة حسب الحاجة.
أسس أعضاء الجماعة الاقتصادية لدول غرب أفريقيا الناطقين بالإنجليزية مجموعة المراقبة في عام 1990 للتدخل في الحرب الأهلية في ليبيريا (1989-1996). كتب الباحث النيجيري أدكاي أديباجو في عام 2002 أن «هناك ميزة... في الحجة القائلة بأن إنشاء محموعة المراقبة لا يتوافق مع المتطلبات القانونية الدستورية للمجموعة الاقتصادية لدول غرب أفريقيا». كانت لجنة الوساطة الدائمة، وهي الهيئة التي أنشأت مجموعة المراقبة في اجتماعها في بانجول، غامبيا في 6-7 أغسطس 1990، «على أسس قانونية هشة». يخلص أديباجو إلى أن الحجج المستخدمة لتأسيس فريق المراقبين العسكريين كانت لها أسس في السياسة أكثر من القانون. لم يتم اتباع المبادئ التوجيهية لبروتوكول الدفاع، وتم تبرير فريق المراقبين العسكريين التابع للجماعة الاقتصادية لدول غرب أفريقيا إلى حد كبير على أسس إنسانية.
داخل إفريقيا، مثلت مجموعة المراقبة أول محاولة موثوقة لمبادرة أمنية إقليمية منذ أن حاولت منظمة الوحدة الأفريقية إنشاء "قوة أفريقية مشتركة '' للتدخل في تشاد في عام 1981.

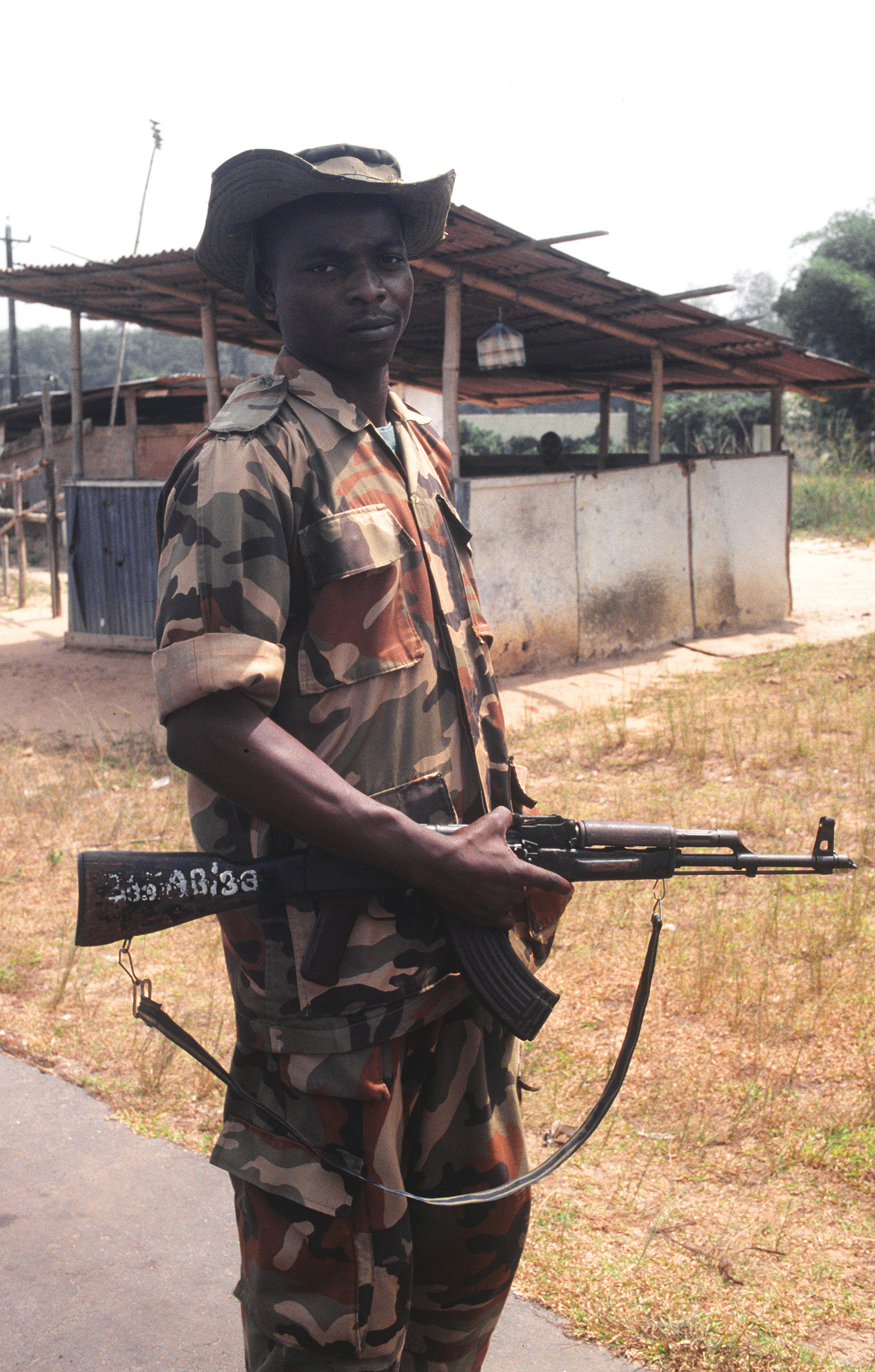
جندي نيجيري من مجموعة المراقبة خارج مونروفيا، ليبيريا (1997)

تصرف الأعضاء الناطقون باللغة الإنجليزية في مجموعة المراقبة لأن العديد من أعضاء الجماعة الإقتصادية الناطقين بالفرنسية عارضوا بشدة نشر القوات. دعم زعماء بوركينا فاسو وساحل العاج تشارلز تيلور في محاولته عزل صمويل دو. على عكس مهمة الأمم المتحدة المعتادة في ذلك الوقت، استلزم الانتشار الأول لفريق المراقبين العسكريين التابع للجماعة الاقتصادية لدول غرب أفريقيا شق طريقه إلى حرب أهلية متعددة الجوانب، في محاولة لفصل الفصائل المتحاربة بالقوة.

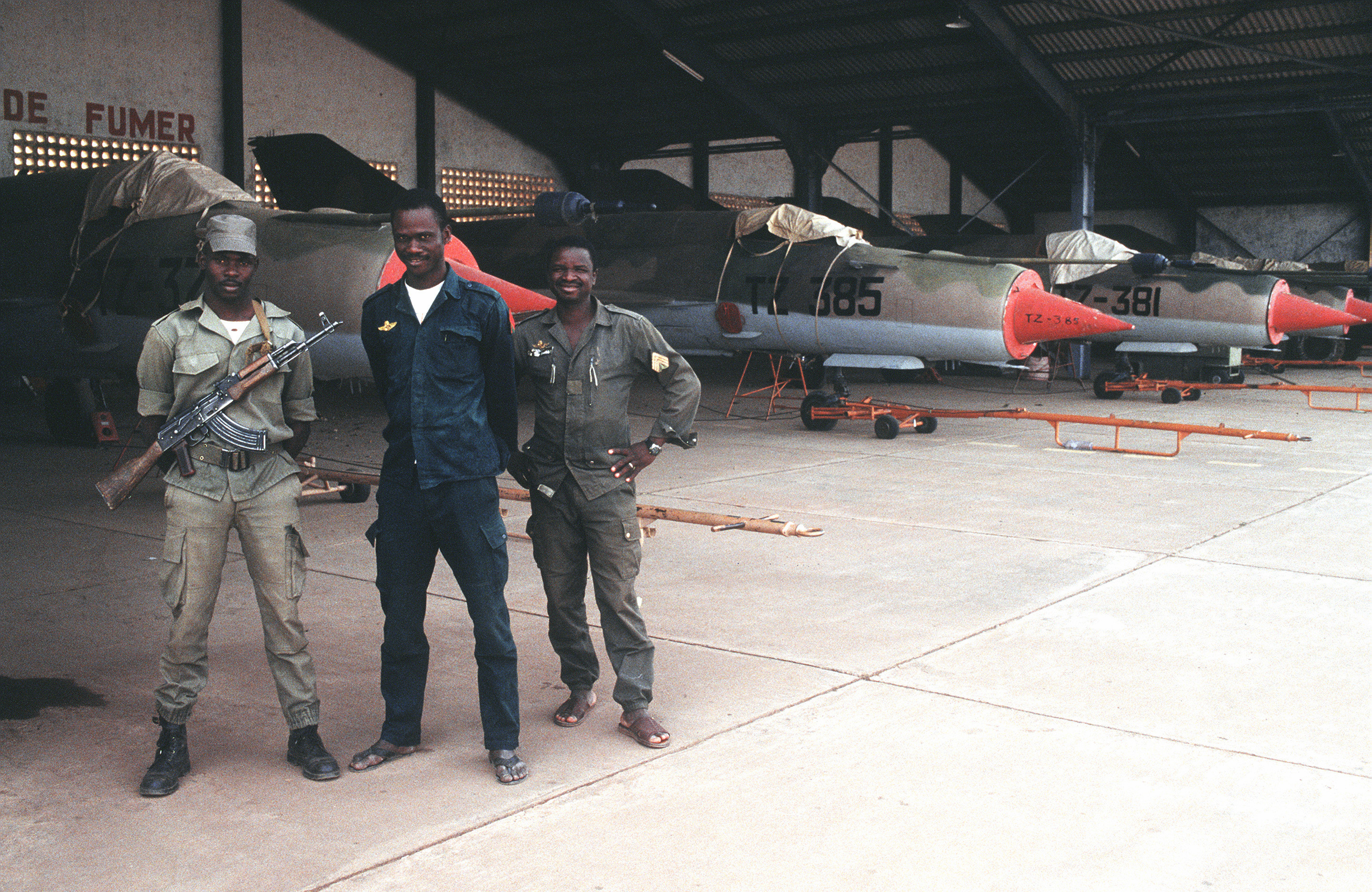
قوات مجموعة المراقبة المالية أمام الطائرات المقاتلة ميغ-21 التابعة لسلاح الجو المالي في مطار باماكو - سينو في مالي (1997)

كان أول قائد للقوة هو الفريق أرنولد كوينو من غينيا، لكن تبعه صف غير منقطع من الضباط النيجيريين. تولى اللواء جوشوا دوجونيارو المسؤولية من كوينو بعد أن غادر كوينو مونروفيا للتشاور مع كبار مسؤولي الجماعة الإقتصادية بعد وقت قصير من وفاة صمويل دو على يد الجبهة الوطنية الوطنية المستقلة في ليبيريا التابعة لبرنس جونسون في 9 سبتمبر 1990.
بعد بعض التحريض من تايلور بأن النيجيريين الناطقين بالإنجليزية يعارضونه، تم جلب القوات السنغالية ببعض الدعم المالي من الولايات المتحدة. ومع ذلك، كانت خدمتهم قصيرة الأجل، بعد مواجهة كبيرة مع قوات تايلور في فاهون، مقاطعة لوفا في 28 مايو 1992، عندما قُتل ستة جنود سنغاليين عندما حاصر حشد من أنصار الجبهة الوطنية الوطنية في ليبيريا سيارتهم وطالبوا بتسليم سيارتهم الجيب وأسلحتهم. تم سحب جميع جنود السنغال البالغ عددهم 1500 جندي بحلول منتصف يناير 1993.
طوال المهمة، أدى الفساد والنهب المنظم من قبل قوات فريق المراقبين العسكريين التابع للجماعة الاقتصادية لدول غرب أفريقيا إلى قيام بعض الليبيريين بإعادة صياغة الاسم المختصر ECOMOG باسم «كل سيارة أو كائن متحرك ذهب». أفاد ستيفن إليس بأن أحد أكثر الأمثلة فظاعة هو الإزالة الكاملة لآلات معالجة خام الحديد للبيع فيما بعد عندما كان مجمع بوكانان تحت سيطرة مجموعة المراقبة.
وقدمت وزارة الخارجية الأمريكية بعض الدعم اللوجستي للقوة عبر شركة معماريون ومهندسون باسيفيك، التي وفرت الشاحنات والسائقين. قامت خمسة طائرات من طراز سي-130 أيضًا بنقل القوات الأفريقية والإمدادات أثناء عملية الرفع المؤكد في فبراير - مارس 1997.
بعد انتخاب تشارلز تيلور رئيسًا لليبيريا في 19 يوليو 1997، قام القائد الميداني الأخير، اللواء تيموثي شيلبيدي، بسحب القوة بالكامل بحلول نهاية عام 1998.
نشرت الجماعة الاقتصادية لدول غرب أفريقيا قوات المراقبة في وقت لاحق للسيطرة على الصراع في حالات أخرى:
- 1997 - سيراليون، لوقف تمرد الجبهة المتحدة الثورية.
- 1999 - غينيا بيساو، [8] لإنهاء الحرب الأهلية.

في عام 2001، خططت المجموعة الاقتصادية لدول غرب أفريقيا لنشر 1700 فرد على طول الحدود بين غينيا وليبيريا لوقف تسلل المقاتلين المعارضين للحكومة الجديدة بعد انتخابات 1998. ومع ذلك، فإن القتال بين حكومة تشارلز تيلور الجديدة وحركة التمرد الجديدة، بالإضافة إلى نقص التمويل، عنى أنه لن يتم نشر أي قوة على الإطلاق.
في عام 2003، أطلقت المجموعة الاقتصادية لدول غرب أفريقيا، تحت ضغط من الولايات المتحدة، مهمة مماثلة في ليبيريا لوقف احتلال قوات المتمردين لمونروفيا حيث كانت جهود السلام مستمرة، خلال الحرب الأهلية الليبيرية الثانية. قصدت دائماً أن تكون قوة مؤقتة، وخلفتها بسرعة بعثة الأمم المتحدة.

## قادة قوات المراقبة
فيما يلي قائمة مرتبة ترتيبًا زمنيًا لقادة المراقبة التابعة للجماعة الاقتصادية لدول غرب إفريقيا: 

### ليبيريا
| القائد                  | البلد   | المنصب          | تواريخ                    |
| ----------------------- | ------- | --------------- | ------------------------- |
| الفريق أرنولد كوينو     | غانا    | قائد القوة      | يوليو 1990 - سبتمبر 1990  |
| اللواء جوشوا دوجونيارو  | نيجيريا | القائد الميداني | سبتمبر 1990 - فبراير 1991 |
| اللواء روفوس كوبولاتي   | نيجيريا | القائد الميداني | فبراير 1991 - سبتمبر 1991 |
| اللواء إيشايا باكوت     | نيجيريا | القائد الميداني | سبتمبر 1991- أكتوبر 1992  |
| اللواء تونجي أولورين    | نيجيريا | القائد الميداني | أكتوبر 1992 - أكتوبر 1993 |
| اللواء جون شقايا        | نيجيريا | القائد الميداني | أكتوبر 1993 - ديسمبر 1993 |
| اللواء جون مارك إينينجر | نيجيريا | القائد الميداني | ديسمبر 1993 - أغسطس 1996  |
| اللواء فيكتور مالو      | نيجيريا | قائد القوة      | أغسطس 1996 - يناير 1998   |
| اللواء تيموثي شيلبيدي   | نيجيريا | قائد القوة      | يناير 1998 - مارس 1999    |
| اللواء فيليكس موجاكبيرو | نيجيريا | قائد القوة      | 1999                      |

### سيراليون
| القائد                  | سنوات |
| ----------------------- | ----- |
| اللواء غابرييل كبامبر   | 2000  |
| العميد أبو احمدو        | 2000  |
| الجنرال ماكسويل خوبي    | 1999  |
| اللواء فيليكس موجاكبيرو | 1999  |
| العميد عبد الواحد محمد  | 1998  |

## روابط خارجية
- تقييم مداخلة فريق المراقبين العسكريين التابع للجماعة الاقتصادية لدول غرب أفريقيا في ليبيريا المنشورة في " تقارير هيومن رايتس ووتش العالمية "، المجلد 5، العدد رقم 6، حزيران / يونيه 1993،
- ECOMOG: نموذج لأفريقيا؟ بقلم كومفورت إيرو، مركز دراسات الدفاع، كينجز كوليدج لندن في مونوغراف رقم 46 ، فبراير 2000 نشره معهد الدراسات الأمنية.
- الملف الشخصي: Ecomog ، بي بي سي نيوز أونلاين، 17 يونيو 2004.
- ECOMOG: حفظ السلام أم مشارك؟ بي بي سي نيوز أونلاين 11 فبراير 1998.
- خدمات المواطنة والهجرة الأمريكية ، سيراليون: معلومات عن انقلاب عام 1997، ومضايقة فريق المراقبين العسكريين التابع للجماعة الاقتصادية لدول غرب أفريقيا (ECOMOG) للمدنيين، والوضع الحالي في سيراليون ، 5 يناير 2000